# 禁止核武器条约
《禁止核武器条约》（英語：Treaty on the Prohibition of Nuclear Weapons，缩写），是第一个全面禁止核武器并具有法律约束力的国际协议，最终目标是彻底消除核武器。条约于2017年7月7日通过，2017年9月20日开放签署，2021年1月22日生效。
该条约禁止缔约国开发、试验、生产、储存、部署、转让、使用和威胁使用核武器，以及协助和鼓励被禁止的活动。对于加入该条约的核武国家，它提供了一个有期限谈判框架，以实现可核查且不可逆转地消除核武器的计划。
联合国大会于2016年12月23日通过了两次谈判会议，条约于7月7日如期通过，122票赞成，1票反对（荷兰），1票弃权（新加坡）。69个国家没有投票，包括所有拥核国家以及除荷兰之外的所有北约成员国。

## 概念
据支持者称，《禁止核武器条约》将构成实现和维持无核武世界的“明确政治承诺”。然而，与《核武器公约》不同，它的目的并不包括消除核武器所需的法律和技术手段，但这将成为后续谈判的主题，目的是为了初步协议能够相对较快地达成。如果条件允许，可以不需要核武国家参与。
禁止核武器条约的支持者认为，这将有助于抵制核武，并成为消除核武的催化剂。大约三分之二的国家已承诺共同努力“填补现有核武器管理国际制度中的法律空白”，并将禁止核武器条约视为实现无核武目标的一个选择。
与化学武器、生物武器、反步兵地雷和集束弹药不同，核武器并未得到全面和普遍的禁止。1968年的《不扩散核武器条约》(NPT) 仅包含部分禁令，无核武地带也仅在某些地理区域内禁止核武器。

## 条款内容
条约的序言解释了使用核武器的“灾难性后果”、存在的风险、核爆幸存者（1945年广岛原子弹爆炸和长崎原子弹爆炸的幸存受害者）以及核试验的受害者，通过“核裁军步伐缓慢”和“在军事和安全理念中继续依赖核武器”（核威慑）。它承认“核武对原住民造成了不成比例的影响”。它表示遵守现行法律：《联合国宪章》、国际人道主义法、国际人权法、1946年1月24日通过的第一项联合国决议、《不扩散核武器条约》、《全面禁止核试验条约》及其核查制度，以及无核武地带。此外，还强调了和平利用核能的“不可剥夺的权利”。最后，认识到和平与裁军的社会因素：妇女和男子的参与、教育、公共良心、“国际和区域组织、非政府组织、宗教领袖、议员、学者和原爆幸存者”。
第一条：禁止发展、试验、生产、储存、部署、转让、使用和威胁使用核武器，以及禁止协助和鼓励被禁止的活动。禁止任何直接或间接取得“对核武或其它核爆装置的控制”。
第二条：要求各国声明是否拥有属于自己的核武或在领土上部署核武，并消除或改造相关设施。
第三条：要求维持其现有的国际原子能机构保障监督措施，如果尚未这样做，则接受基于《不扩散核武器条约》下无核武国家模式的保障监督措施。
第四条：规定了成为缔约国的个别核武器国家进行谈判的一般程序，包括时间限制和责任。 如果该国在成为条约缔约国之前消除了核武器，则它要求由未指定的“国际机构”对消除情况进行核查，并且该国还必须与国际原子能机构缔结一项保障协定，以提供可信的保证：例如没有转移核材料，也没有未申报的核材料或活动。如果该国尚未销毁其武库，则必须与“国际当局”谈判一项有时限的计划，以可核查和不可逆转地消除其核武器计划，并将该计划提交给下一次签署国会议或下一次审查会议。
第五条涉及国家实施。第六条则要求对核武器使用和试验的受害者进行环境整治和援助。根据第七条，各国应相互协助实现这些目的，核大国负有特殊责任。一般而言，所有缔约国应合作促进条约的实施。第八条规定了缔约国会议的费用，会议费用由各国根据联合国比例分摊（第九条）。第十至十二条涉及修订的可能性、争端的解决以及“所有国家普遍遵守条约的目标”。
根据第十三至十五条，条约自2017年9月20日起在联合国总部纽约开放供签署。“条约应在第五十份批准、接受、核准或加入文书后90天生效”。第十六条规定，条约“不得提出保留”。第十七至二十条规定了条约的退出、与其他协议的关系、条约各正式译本的平等待遇以及条约要求的所有其他手续。

## 历史、目的和影响

### 准备工作，2010年-2016年

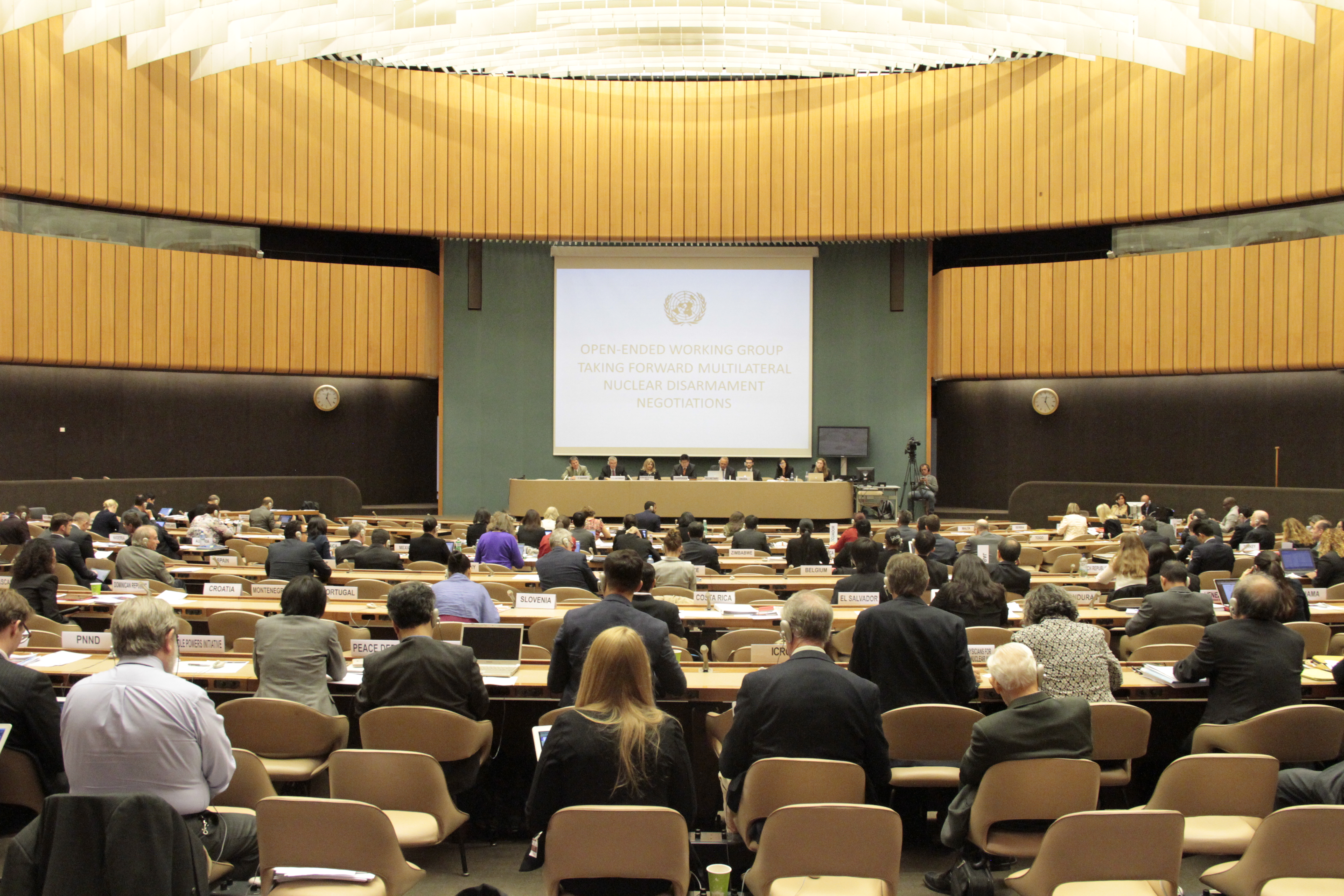
2016年5月，各國於日內瓦辯論禁止核武器條約

2010年《不扩散核武器条约》审议大会之后，首次提出了禁止核武器条约的提案，会上五个正式承认的拥核国家：美国、俄罗斯、英国、法国和中国拒绝了核武器条约中禁止核武器的谈判。核裁军倡导者首先考虑在没有反对国家的情况下启动这一进程作为“前进之路”。随后，一项技术性较低、集中于禁止核武器的条约似乎是一个更现实的目标。
2013年和2014年在挪威、墨西哥和奥地利举行的关于“核武器的人道主义影响”的三场主要政府间会议增强了国际社会取缔核武器的决心。第二次类似的会议于2014年2月在墨西哥举行。
2014年，一个名为“新议程联盟”的无核武器国家集团向《不扩散核武器条约》缔约国提出了一个禁止核武器条约的想法，作为执行《不扩散核武器条约》第六条的一个可能的“有效措施”，该条款要求所有缔约国真诚地为核裁军进行谈判。他们表示《禁止核试验条约》将与《不扩散核武器条约》“并行”并且“支持”该条约。
2015年，联合国大会设立了一个工作组，任务是处理实现和维护无核武器世界的“具体有效法律措施、法律规定和准则”。2016年8月，它通过了一份报告，建议在2017年就“具有法律约束力的禁止核武器文书进行谈判，最终实现彻底消除核武器”。
2016年10月，联合国大会第一委员会根据这一建议采取行动，通过了一项决议，规定了2017年禁止核武器条约谈判的任务（123个国家投了赞成票，38个国家投反对票，16个国家弃权）。朝鲜是唯一一个投票支持这项决议的拥有核武器的国家，但它没有参加谈判。
随后2016年12月的大会全体会议上进行了第二次确认投票。

### 第一次谈判和草案，2017年3月
2017年3月27日至31日，作为联合国谈判的一项具有法律约束力的文书以禁止核武器并最终彻底消除核武器会议，在纽约联合国总部举行了第一轮谈判，一共132个国家参加了谈判。最后，谈判会议主席、哥斯达黎加常驻联合国日内瓦办事处称，在7月7日前通过一项条约是“可以实现的目标”。他们一致认为，本周的辩论为6月和7月的谈判奠定了良好的基础。
谈判主席于5月22日提交了第一份禁令条约草案。国际废除核武器运动（ICAN）的德国部分强调了禁止在本国领土上部署核武器的第1条和第2a条。因此，几个北约国家：德国、荷兰、比利时、意大利和土耳其将不得不终止与美国的核共享，然后才能签署谈判达成的禁止条约。早在2010年，德国联邦议院就以绝大多数决定从德国撤回核弹，但这一决定从未得到执行。相比之下，2017年6月，德国外交部长西格马尔·加布里尔再次确认了在德国的核武器驻扎以及对俄罗斯的均衡核威慑原则，因此德国不能支持核武禁令议程。最终参与条约谈判的唯一北约成员国是荷兰。
第1、1c条(第1、2a条的延伸)禁止直接或间接控制核武器。接受这一规定将排除欧洲共同核力量或德国对法国部队的资助和有限决定，但有时也会讨论共同执行这两种选择。

### 第二次会议，2017年6月至7月
第二次会议于2017年6月15日开始，7月7日结束，193个联合国会员国的121个国家参加了谈判。
在关于第一条的讨论中，几个国家要求明确禁止核武计划，其他国家要求禁止为发展和生产核武器提供经济援助。最后，这些补充被拒绝，但仍隐含在第1(d)-(e)条中。
6月27日，第二份文件发表。它为核武国家提供了一个“加入并销毁”的选项: 加入该条约的国家“应在提交其声明后不迟于60天提交一份与缔约国谈判的核查并且不可逆地销毁核武器并且有时间限制的计划”(第4条第1款)。第二个“销毁和加入”选项(第4条第5款)只规定与国际原子能机构合作，以核查核材料清单的正确性和完整性，而不核查核武的消除。这已在最后的文本中更改。进一步讨论的议题是明确接受“不受歧视地为和平目的使用核能”。
第三份文件于2017年7月3日提交。达成协议的最后一个障碍是退约的条件，这意味着缔约国“在行使国家主权时，认定与条约有关的事件已危及国家最高利益”。大多数人的观点是，这一条件是主观的，任何安全利益都不能成为种族灭绝的理由，大规模毁灭也不能促进安全。但由于少数国家不接受不给出理由的退约规定，因此接受了第17条作为折衷办法。防止随意退约的保障措施包括12个月的时间期限以及在武装冲突期间禁止退约。

### 投票

联合国于2017年7月7日投票通过该条约是（蓝）否（红）弃权（黑）没有投票（灰）

2017年7月7日对最终草案进行了表决，122个国家赞成，1个国家反对(荷兰) ，1个国家弃权(新加坡)。
投票赞成通过条约的国家包括南非和哈萨克斯坦，这两个国家曾经都拥有核武器，并自愿放弃了核武器。伊朗和沙特阿拉伯也投了赞成票。有证据表明，沙特阿拉伯为巴基斯坦的原子弹项目提供了支持，作为回报，沙特阿拉伯可以选择购买小型核武，如果伊朗取得核武，选择就可以实现。

## 締約或批准國
理论上197个国家可以成为《禁止核武器条约》的缔约国，包括193个联合国会员国、梵蒂冈、巴勒斯坦国、库克群岛和纽埃。截至2024年9月，已有73个国家批准或加入该条约，最近加入的是印度尼西亚、塞拉利昂和所罗门群岛。
| 國家             | 簽署日         | 批准/加入      | 備註 |
| ---------------- | -------------- | -------------- | ---- |
| 阿尔及利亚       | 2017年9月20日  |                |      |
| 安哥拉           | 2018年9月27日  |                |      |
| 安地卡及巴布達   | 2018年9月26日  | 2019年11月25日 |      |
| 奥地利           | 2017年9月20日  | 2018年5月8日   |      |
|                  | 2017年9月20日  | 2019年9月26日  |      |
|                  | 2020年2月6日   | 2020年5月19日  |      |
|                  | 2018年9月26日  | 2020年12月11日 |      |
| 玻利维亚         | 2018年4月16日  | 2019年8月6日   |      |
|                  | 2019年9月26日  | 2020年7月15日  |      |
| 巴西             | 2017年9月20日  |                |      |
|                  | 2018年9月26日  |                |      |
|                  | 2017年9月20日  |                |      |
| 柬埔寨           | 2019年1月9日   | 2021年1月22日  |      |
| 中非             | 2017年9月20日  |                |      |
| 智利             | 2017年9月20日  |                |      |
| 哥伦比亚         | 2018年8月3日   |                |      |
| 庫克群島         |                | 2018年9月4日   | 加入 |
|                  | 2017年9月20日  |                |      |
| 刚果民主共和国   | 2017年9月20日  |                |      |
| 刚果共和国       | 2017年9月20日  |                |      |
|                  | 2017年9月20日  | 2018年7月5日   |      |
|                  | 2017年9月20日  |                |      |
| 古巴             | 2017年9月20日  | 2018年1月30日  |      |
| 多米尼克         | 2019年9月26日  | 2019年10月18日 |      |
|                  | 2018年6月7日   |                |      |
|                  | 2017年9月20日  | 2019年9月25日  |      |
| 薩爾瓦多         | 2017年9月20日  | 2019年1月30日  |      |
| 斐济             | 2017年9月20日  | 2020年7月7日   |      |
|                  | 2017年9月20日  | 2018年9月26日  |      |
|                  | 2017年9月20日  |                |      |
| 格瑞那達         | 2019年9月26日  |                |      |
|                  | 2017年9月20日  |                |      |
|                  | 2018年9月26日  |                |      |
|                  | 2017年9月20日  | 2017年9月20日  |      |
| 聖座*            | 2017年9月20日  | 2017年9月20日  |      |
|                  | 2017年9月20日  | 2020年10月24日 |      |
| 印度尼西亞       | 2017年9月20日  | 2024年9月24日  |      |
| 愛爾蘭           | 2017年9月20日  | 2020年8月6日   |      |
| 牙买加           | 2017年12月8日  | 2020年10月23日 |      |
|                  | 2018年3月2日   | 2019年8月29日  |      |
| 基里巴斯         | 2017年9月20日  | 2019年9月26日  |      |
|                  | 2017年9月21日  | 2019年9月26日  |      |
| 賴索托           | 2019年9月26日  | 2020年6月6日   |      |
| 利比亞           | 2017年9月20日  |                |      |
| 列支敦斯登       | 2017年9月20日  |                |      |
| 马达加斯加       | 2017年9月20日  |                |      |
| 马拉维           | 2017年9月20日  |                |      |
| 马来西亚         | 2017年9月20日  | 2020年9月30日  |      |
| 馬爾地夫         | 2019年9月26日  | 2019年9月26日  |      |
| 馬爾他           | 2020年8月25日  | 2020年9月21日  |      |
| 墨西哥           | 2017年9月20日  | 2018年1月16日  |      |
| 莫桑比克         | 2020年8月18日  |                |      |
| 緬甸             | 2018年9月26日  |                |      |
| 纳米比亚         | 2017年12月8日  | 2020年3月20日  |      |
| 瑙鲁             | 2019年11月22日 | 2020年10月23日 |      |
| 尼泊尔           | 2017年9月20日  |                |      |
| 新西兰           | 2017年9月20日  | 2018年7月31日  |      |
| 尼加拉瓜         | 2017年9月22日  | 2018年7月19日  |      |
| 尼日尔           | 2020年12月9日  |                |      |
| 奈及利亞         | 2017年9月20日  | 2020年8月6日   |      |
| 纽埃             |                | 2020年8月6日   | 加入 |
| 帛琉             | 2017年9月20日  | 2018年5月3日   |      |
| 巴勒斯坦*        | 2017年9月20日  | 2018年3月22日  |      |
| 巴拿马           | 2017年9月20日  | 2019年4月11日  |      |
| 巴拉圭           | 2017年9月20日  | 2020年1月23日  |      |
| 秘魯             | 2017年9月20日  |                |      |
| 菲律賓           | 2017年9月20日  |                |      |
| 圣基茨和尼维斯   | 2019年9月26日  | 2020年8月9日   |      |
| 萨摩亚           | 2017年9月20日  | 2018年9月26日  |      |
| 圣马力诺         | 2017年9月20日  | 2018年9月26日  |      |
| 聖多美和普林西比 | 2017年9月20日  | 2024年1月15日  |      |
|                  | 2022年9月22日  | 2024年9月24日  |      |
| 所罗门群岛       | 2024年9月24日  | 2024年9月24日  |      |
| 南非             | 2017年9月20日  | 2019年2月25日  |      |
| 圣卢西亚         | 2018年9月27日  | 2019年1月23日  |      |
|                  | 2017年12月8日  | 2019年7月31日  |      |
| 塞舌尔           | 2018年9月26日  |                |      |
| 苏丹             | 2020年7月22日  |                |      |
| 坦桑尼亚         | 2019年9月26日  |                |      |
| 泰國             | 2017年9月20日  | 2017年9月20日  |      |
| 东帝汶           | 2018年9月26日  |                |      |
| 千里達及托巴哥   | 2019年9月26日  | 2019年9月26日  |      |
| 多哥             | 2017年9月20日  |                |      |
|                  | 2017年9月20日  | 2020年10月12日 |      |
| 乌拉圭           | 2017年9月20日  | 2018年7月25日  |      |
|                  | 2017年9月20日  | 2018年9月26日  |      |
| 委內瑞拉         | 2017年9月20日  | 2018年3月27日  |      |
| 越南             | 2017年9月22日  | 2018年5月17日  |      |
| 尚比亞           | 2019年9月26日  |                |      |
| 辛巴威           | 2020年12月4日  |                |      |
| 總數             | 86             | 52             |      |

## 地位

### 联合国会员国
据非政府组织国际废除核武器运动(ICAN)称，禁止核武器条约的主要支持者包括爱尔兰、奥地利、巴西、印度尼西亚、墨西哥、尼日利亚、南非和泰国。所有54个非洲国家(除了一个国家之外，所有国家都签署或批准了1996年的《非洲无核武器区条约》建立了非洲无核武器区)以及所有33个拉丁美洲和加勒比国家(已经在1967年的《特拉特洛尔科条约》下建立了无核武器区)都支持《禁止核武器条约》。缔结《东南亚无核武地带条约》的东盟十国参加了谈判，但新加坡投了弃权票。许多太平洋岛国也表示支持。新西兰是条约签署国，2022年，裁军和军备控制部部长菲尔·特威福德指出，条约“没有给缔约国留下任何灰色地带，让它们宣布反对核武器，然后继续拥有或依赖核武器。它提供了一个强有力的工具，可以对核武器国家及其盟国施加公开和政治压力，促使它们加入全人类的行列，禁止核武器。”他还确认，新西兰将继续担任核裁军核查工作流程的联合主席，特别是处理“太平洋地区的核遗留问题”。
没有一个拥核国家表示支持条约。事实上，包括美国和俄罗斯在内的一些国家已明确表示反对。朝鲜是唯一一个投票赞成启动禁令谈判的拥核国家。
北大西洋公约组织(NATO)的许多无核武器成员国，以及澳大利亚和日本，也抵制禁止条约，因为他们认为美国的核武加强了他们的安全。多个北约成员国(不包括法国、美国、英国和北约内的核共享国家)发表声明，声称该条约将“无法有效消除核武器”，而是呼吁推进《不扩散核武器条约》第六条的实施。
条约通过后，美国、英国和法国的常驻代表团发表了一份联合声明，表示他们不打算“签署、批准或永久成为条约的缔约国”。他们指出：条约明显无视国际安全环境的现实，加入该条约“不符合核威慑政策，而核威慑政策对于维护欧洲和北亚地区70多年的和平至关重要”。
与许多国家政府立场相反，最近的几次民意调查（包括澳大利亚和挪威）显示公众对禁止核武器谈判的强烈支持。荷兰投票反对通过该条约，而德国没有参加，但民意调查都反对两国存在核武器。

### 社会
国际废除核武器运动一直是民间社会的主要行动者，与各国政府合作，以达成一项强有力的禁令条约。2017年，它获得了诺贝尔和平奖。国际红十字与红新月运动也支持一项禁止和消除核武器的协议，将联合国工作组关于在2017年谈判一项禁令的建议描述为“具有潜在的历史意义”。来自世界各地的数千名科学家签署了一封公开信，支持谈判。
2017年7月，一份由40多位佛教、基督教、犹太，穆斯林领导人及团体支持的公开声明中，“关注核武器的信仰社区”呼吁普遍通过条约。在2017年11月梵蒂冈举行的一次备受瞩目的会议上，教皇方济各采取了比前任更进一步的立场，谴责拥有核武器并警告称核威慑提供了“虚假的安全感”。
国际防止核战争医生组织与国际废除核武器运动负责人表示，她对所有核大国及盟友抵制条约感到遗憾。她回忆说，《渥太华条约》和《集束弹药公约》是在没有拥有此类武器的国家的情况下缔结的，但最终大多数国家选择签署。她认为，核武器国家阻碍了多边裁军谈判，反而使其核力量现代化，并放弃了《不扩散核武器条约》第六条规定的责任，这可能会减少其他国家对不扩散的承诺。相比之下，《禁止核武器条约》旨在加强《不扩散核武器条约》的裁军动力。
吕勒在《北约审查》中表示，根据支持者的说法，这是为了加强《不扩散核武器条约》第六条，该条要求真诚地努力谈判有效的核裁军措施。持怀疑态度的人认为，《禁止核武器条约》会损害《不扩散核武器条约》。
美国前国防部长威廉·佩里支持了《禁止核武器条约》。

### 议员

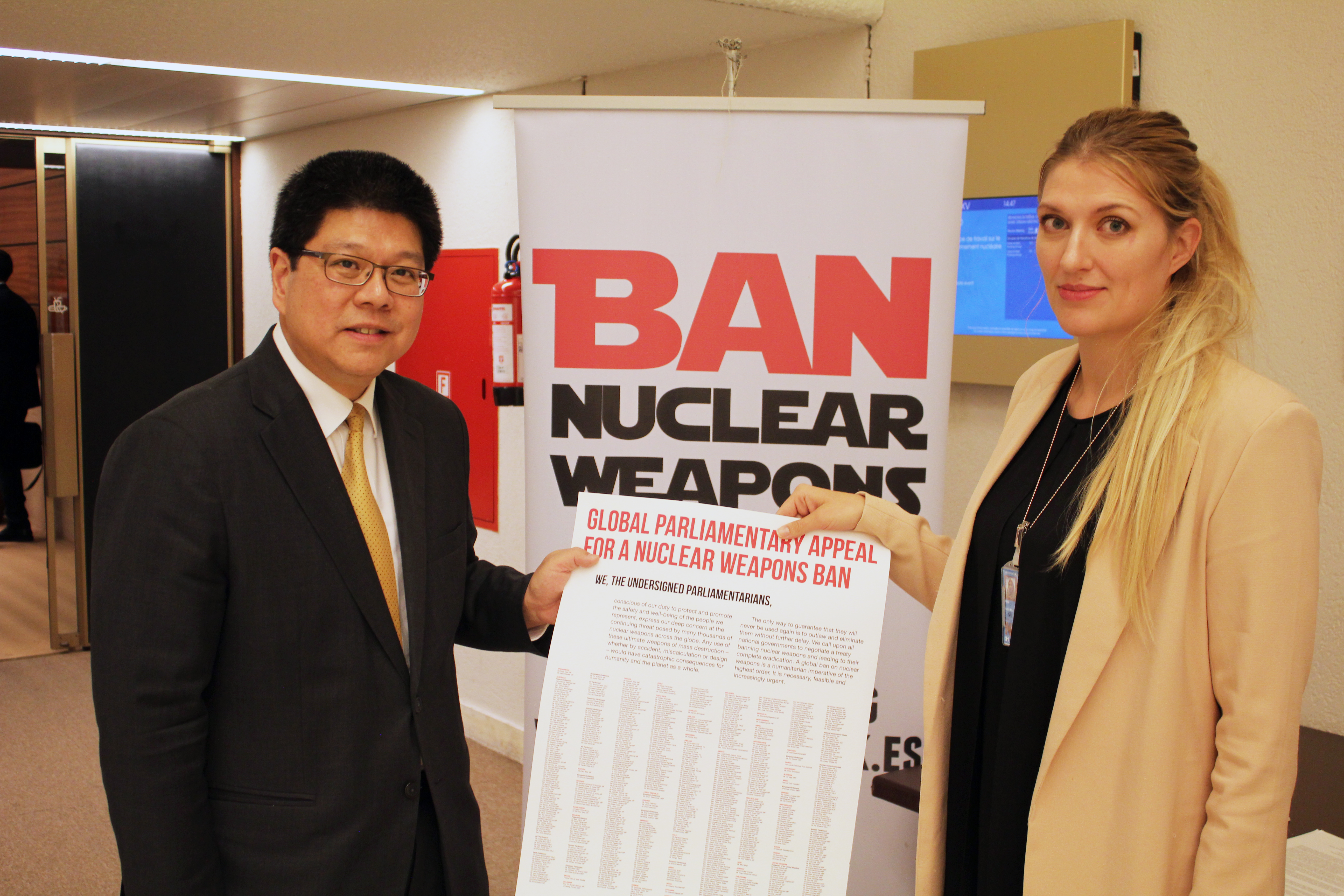
42个国家的838名议员签署了一项禁止核武器条约的全球呼吁

北约成员国政府的执政党通常与政府一样拒绝条约，但并不是普遍现象。

#### 荷兰
2015年5月，荷兰众议院通过了一项不具约束力的决议，要求荷兰政府在不影响最终结果的情况下，实质性参与关于禁止核武器条约的国际讨论。2016年5月，荷兰众议院通过了一项类似的动议，敦促政府致力于“国际禁止核武器”。这些动议得到了公民倡议的部分支持。立法使荷兰政府无法正式避免参与谈判和投票。
2018年末，荷兰议会通过了一项决议，要求政府确定《禁止核武器条约》是否符合荷兰现行法律。2019年1月30日，荷兰政府回应称，荷兰可以成为缔约国，而无需对现有法律进行其他修改，但执行工作需要更多立法。

#### 挪威和德国
2010年，德国联邦议院以绝大多数投票支持禁止核武。2016年，大多数挪威议员表示支持核禁令。然而，挪威和德国与所有拥核国家以及除荷兰以外的所有北约成员国一样，正式决定不参加禁止核武器条约谈判。

#### 其他国家
作为对国际废除核武器运动呼吁的回应，全世界800多名议员承诺支持一项禁止核武器的条约，呼吁“所有国家政府谈判一项禁止并彻底消除核武器的条约”，并称其“必要、可行且日益紧迫”。他们所代表的国家包括世界现有无核武地区的成员国以及北约国家。在联合国安全理事会五个拥有核武器的常任理事国中，英国是唯一一个支持这一倡议的国家。

### 条约的实施
条约第8条规定：条约生效后，缔约国应举行会议，为实现条约目标而采取集体行动。它还规定，第一次会议应在条约生效后一年内举行。因此，在奥地利提出主办后，第一次缔约国会议最初定于2022年1月举行，但会议随后被重新安排在2022年3月22日至24日，然后再次推迟到2022年5月至7月之间。预定会议最终于2022年6月21日在维也纳开幕，6月23日结束。它通过了一项宣言和一项行动计划，以促进更大程度的裁军。该行动计划呼吁国际社会与红十字国际委员会和非政府组织共同努力，促使尽可能多的政府加入该条约或与核裁军或禁止核试验有关的条约。第二次缔约国会议于2023年11月27日在纽约召开，12月1日结束。